# János Vargha
János Vargha (sinh năm 1949) là một nhà sinh vật học người Hungary, môi trường học và nhiếp ảnh gia. Ông là người đứng đầu phong trào phản đối dự án đập Nagymaros trong hệ thống sông Danube. Ông thành lập Duna Kor, một phong trào môi trường mà đã được trao giải thưởng Right Livelihood Award vào năm 1985. Ông cũng được trao tặng Giải Môi trường Goldman năm 1990.